# Фёдоровское сельское поселение (Кайбицкий район)
Фёдоровское сельское поселение — муниципальное образование в Кайбицком районе Татарстана.
Административный центр — село Фёдоровское (единственный населённый пункт).
Фёдоровское сельское поселение граничит с Бурундуковским, Кулангинским и Муралинским сельскими поселениями.
Образовано в соответствии с законом Республики Татарстан от 31 января 2005 г. № 25-ЗРТ «Об установлении границ территорий и статусе муниципального образования „Кайбицкий муниципальный район и муниципальных образований в его составе“ (с изменениями от 29 декабря 2008 г.)».

## Население
| 2010 | 2011 | 2012 | 2013 | 2014 | 2015 | 2016 |
| ---- | ---- | ---- | ---- | ---- | ---- | ---- |
| 922  | ↘920 | ↗925 | ↘923 | ↘901 | ↗905 | ↘903 |
| 2017 | 2018 |      |      |      |      |      |
| ↘889 | ↘885 |      |      |      |      |      |

## Экономика
На территории поселения расположен «Кайбицкий лесхоз».